# Pink music fest 2014.
Pink music fest 2014. био је први одржан Pink music fest, такмичарски музички фестивал. Такмичење је организовала РТВ Пинк. Фестивал је био 28. и 29. априла 2014. у Пинковом студију у Шимановцима.

## Пред Фестивал
Дана 7. марта 2014. расписан је конкурс за све заинтересоване за учешће. Конкурс је био отворен до 6. априла 2014. Песме је одабрала четворочлана селекциона комисија у саставу: Жељко Митровић (директор и главни и одговорни уредник РТВ Пинк), Милица Митровић (уредник програма на РТВ Пинк), Дарко Поповић (ПР менаџер РТВ Пинк) и Бане Стојановић (директор Сити рекордса). Песме су пред сам фестивал биле постављене на Јутјуб.

## Формат
Фестивал ће трајати две вечери, 28. априла 2014. биће одржано полуфинале. Такмичиће се 20 извођача, а гласовима стручног жирија из света музике и новинарства и публике путем СМС порука биће изабрано 10 најбољих који ће проћи у финале. Жири и публика ће у полуфиналу бодовати песме од 1 до 20. Дана 29. априла 2014. биће одржано финале у којем ће се такмичити 10 извођача. Одлуку о победнику ће доносити жири и публика путем СМС порука, а за победника је гарантован максималан износ од 100.000 евра. Песме ће се у финалу бодовати од 1 до 10. Биће награђено петоро извођача који ће добити првих пет награда од стране жирија, публике која гласа путем СМС-а, слушалаца путем Јутјуба, спонзорског пула и финалиста. За добинике првих пет награда у свим категоријама је гарантован новчани износ од 10.000 евра.

## Учесници
Листа од 25 учесника је објављена 10. априла 2014. На конкурс је стигло између 700 и 800 песама. Исечци песама су објављени на Јутјубу у понедељак 14. априла 2014. Песме су почеле касније да се објављују у целости у емисијама ТВ Пинк, да би у среду 16. априла песме у целости биле премијерно у 20h постављене на Јутјуб. Песме су представљене у форми плејбекова којег су учесници снимили у Пинковом студију у Шимановцима. На овом фестивалу приметно је потпуно одсуство певача из Гранд продукције. Директор Гранда Саша Поповић је 16. априла 2014. изјавио:
Пинкова селективна комисија је одлучивала ко ће се појавити међу учесницима фестивала и то је њихова одлука у коју ја немам увид, нити право да се мешам. Неколико наших певача ме је питало могу ли да се пријаве и ја сам им дао зелено светло. Искрен да будем, веома мало је било заинтересованих за Пинково такмичење, јер сви једва чекају Грандов фестивал, који ће се одржати на јесен.
Због компликованих сценских наступа сви певачи су певали на плејбек што је изазвало бројне критике код многих јавних личности.
| Извођач                                      | Песма                     | Аутори                                                                                         |
| -------------------------------------------- | ------------------------- | ---------------------------------------------------------------------------------------------- |
| Гоца Тржан                                   | "Глуве усне"              | Бане Опачић (м/т) Душан Алагић (а)                                                             |
| Марина Висковић                              | "Парализуј ме"            | Дамир Хандановић (м/а) Марина Туцаковић (т)                                                    |
| Романа Панић                                 | "Титула"                  | Марина Туцаковић (т) Дамир Хандановић (м/а)                                                    |
| Неда Украден                                 | "Свака друга"             | Душан Бачић (м/т) Бојан Драгојевић (а)                                                         |
| Лексингтон бенд                              | "Годинама"                | Бане Опачић (м/т) Алек Алексов (а)                                                             |
| Марко Мандић                                 | "Кева"                    | Марко Мандић (м/т) Немања Филиповић (м/a)                                                      |
| Анабела Атијас                               | "Музеј промашених љубави" | Владимир Узелац Узи (м) Немања Трбојевић Конте (т) Марко Дрежњак (а)                           |
| Вики Миљковић                                | "Фластер на уста"         | Тончи Хуљић (м) Вјекослава Хуљић (т) Драган Ташковић Ташке/Борис Крстајић (а)                  |
| Дадо Полумента feat DJ Denial X & MC Mikelly | "Револуција"              | Дадо Полумента (м/т) Дениал Исламчевић (а)                                                     |
| Џенан Лончаревић                             | "Ово је мој град"         | Срђан Симић Камба (м) Милош Рогановић (т) Емир Зукић/Душан Алагић (а)                          |
| Маја Беровић                                 | "Алкохол"                 | Дамир Хандановић (м/а) Марина Туцаковић (т)                                                    |
| Жељко Самарџић                               | "Душа"                    | Драган Брајовић Браја (м/т) Дејан Абадић (а)                                                   |
| Данијела Вранић                              | "Повуци реч"              | Леонтина Вукомановић (м/т) Александар Кобац (а)                                                |
| Јелена Јовановић                             | "Херој"                   | Бане Опачић (м/т) Душан Алагић (а)                                                             |
| Тропико бенд                                 | "Пусти ритам"             | Драган Брајовић Браја (м/т) Мирко Гаврић/Марко Тропико (а)                                     |
| Милена Ћеранић feat. DJ Kizami & DJ Marchez  | "Луда балканска"          | Филип Милетић/Милош Рогановић (м/т/а) Гане Медо (м/т) Ненад Алексић Sha (т) Kizami/Marchez (а) |
| Гога Секулић                                 | "Рекорд сам оборила"      | Дамир Хандановић (м/а) Марина Туцаковић (т)                                                    |
| Милан Станковић                              | "Луда жено"               | Дамир Хандановић (м/а) Марина Туцаковић (т)                                                    |
| In Vivo                                      | "Марина"                  | Невен Живанчевић/Игор Маљукановић (м/т/а)                                                      |
| ОК Бенд                                      | "Зашто бих се вратио"     | Драган Брајовић Браја (м/т) Дејан Абадић (а)                                                   |
| W-Ice feat. Блек Пантерс                     | "Она је бомба"            | Данимир Вајс (м/т/а) Пеђа Михаиловић (а)                                                       |
| Шако Полумента                               | "Отисак прста"            | Бранислав Самарџић (т) Зоран Костић (м/а)                                                      |
| Жељко Шашић                                  | "Довиђења"                | Владимир Граић (м/а) Леонтина Вукомановић (т)                                                  |
| Кнез                                         | "Donna"                   | Драган Брајовић Браја (м/т) Sky Wikluh (а)                                                     |
| Адил                                         | "Просјак и краљ"          | Бане Опачић (м/т) Огњан Радивојевић (а)                                                        |
| Ледени квас бенд                             | "Квас, квас, baby"        | Филип Пат/Владимир Прерадовић/Марко Ђурашевић Махони (м/т/а)                                   |

## Полуфинале
Жреб за редослед наступања у полуфиналу је обављен 12. априла у директном преносу на ТВ Пинк после серије Сила. Полуфинале је било одржано 28. априла у студију ТВ Пинк у Шимановцима. СМС гласовима публике, од 20 извођача, 15 најбољих ће обезбедити пласман у финале. Линије за гласање биће отворене по почетку фестивала, у 21h.
| РБ | Извођач                                      | Назив композиције         |
| -- | -------------------------------------------- | ------------------------- |
| 1  | Дадо Полумента feat DJ Denial X & MC Mikelly | "Револуција"              |
| 2  | Марко Мандић                                 | "Кева"                    |
| 3  | Шако Полумента                               | "Отисак прста"            |
| 4  | ОК Бенд                                      | "Зашто бих се вратио"     |
| 5  | Романа Панић                                 | "Титула"                  |
| 6  | Лексингтон бенд                              | "Годинама"                |
| 7  | In Vivo                                      | "Марина"                  |
| 8  | Џенан Лончаревић                             | "Ово је мој град"         |
| 9  | W-Ice feat. Блек Пантерс                     | "Она је бомба"            |
| 10 | Марина Висковић                              | "Парализуј ме"            |
| 11 | Жељко Шашић                                  | "Довиђења"                |
| 12 | Адил                                         | "Просјак и краљ"          |
| 13 | Жељко Самарџић                               | "Душа"                    |
| 14 | Неда Украден                                 | "Свака друга"             |
| 15 | Вики Миљковић                                | "Фластер на уста"         |
| 16 | Маја Беровић                                 | "Алкохол"                 |
| 17 | Тропико бенд                                 | "Пусти ритам"             |
| 18 | Гога Секулић                                 | "Рекорд сам оборила"      |
| 19 | Милан Станковић                              | "Луда жено"               |
| 20 | Јелена Јовановић                             | "Херој"                   |
| 21 | Милена Ћеранић feat. DJ Kizami & DJ Marchez  | "Луда балканска"          |
| 22 | Данијела Вранић                              | "Повуци реч"              |
| 23 | Кнез                                         | "Donna"                   |
| 24 | Гоца Тржан                                   | "Глуве усне"              |
| 25 | Анабела Атијас                               | "Музеј промашених љубави" |
| 26 | Ледени квас бенд                             | "Квас, квас, baby"        |

## Финале
Финале је било одржано 29. априла у студију ТВ Пинк у Шимановцима. У финалу ће се такмичити 16 извођача. У финалној вечери биће додељене награде жирија, публике, финалиста, спонзорског пула и признање учеснику чија песма има највише прегледа на Јутјубу. У ревијалном делу ће наступити: Цеца, Драгана Мирковић, Жељко Јоксимовић, Јелена Розга, Аца Лукас и још неке певачке звезде којима ће бити уручене специјалне награде фестивала.
Гледаоци ће за своје фаворите моћи да гласају путем СМС порука, гласање стартује када почне пренос и траје све до краја емисије, а извођач који добије највише гласова биће победник публике. Жири који има 10 чланова такође гласа, са поенима од 1 до 10, а ко добије највише гласова се проглашава за победника жирија. Певач или певачица чија нумера има највише прегледа на Јутјубу биће победник Јутјуба. Свог победника, по сопственом нахођењу, бира и спонзорски пул, а вероватно најзнанимљивију награду ће доделити учесници финала — свих 15 финалиста јавно изговара која је песма најбоља по њиховом мишљењу и извођач који сакупи највише гласова је победник финалиста.
Такмичаре је оцењивао десеточлани жири сачињен од новинара и естрадних менаџера у саставу:
1. Иван Вуковић, главни и одговорни уредник магазина Скандал
2. Тамара Драча, новинар часописа Стар
3. Александар Јовановић, уредник портала Телеграф
4. Ивона Палада Вишњић, новинар дневих новина Информер
5. Сандра Рилак, новинар дневних новина Курир
6. Љубица Арсеновић, ПР Радија С
7. Данијела Петровић, ПР ДМ Сата
8. Срђан Миловановић, власник ТВ Коперникус
9. Рака Марић, естрадни менаџер
10. Бане Обрадовић, естрадни менаџер

| Пласман | Извођач                                      | Назив композиције         | РБ | 1   | 2   | 3   | 4   | 5   | 6   | 7   | 8   | 9   | 10  | Поени |
| ------- | -------------------------------------------- | ------------------------- | -- | --- | --- | --- | --- | --- | --- | --- | --- | --- | --- | ----- |
| 11      | Дадо Полумента feat DJ Denial X & MC Mikelly | "Револуција"              | 1  | 2   | 3   |     | 6   |     |     |     |     | 5   | 9   | 25    |
| 13      | Шако Полумента                               | "Отисак прста"            | 2  | 3   | 4   |     | 7   | 2   |     | 1   |     |     |     | 17    |
| 4       | Лексингтон бенд                              | "Годинама"                | 3  | 4   |     | 10  | 3   | 10  | 3   | 4   | 6   | 3   | 3   | 46    |
| 15      | In Vivo                                      | "Марина"                  | 4  |     |     |     | 4   |     | 2   |     |     |     |     | 6     |
| 8       | Џенан Лончаревић                             | "Ово је мој град"         | 5  | 6   | 5   | 1   | 2   | 9   | 1   | 3   | 5   |     | 6   | 38    |
| 10      | Марина Висковић                              | "Парализуј ме"            | 6  | 10  | 9   | 8   |     |     |     |     | 1   | 2   |     | 30    |
| 2       | Жељко Шашић                                  | "Довиђења"                | 7  | 8   | 7   | 9   | 1   | 3   | 10  | 10  | 8   | 4   |     | 60    |
| 3       | Адил                                         | "Просјак и краљ"          | 8  | 9   | 8   | 7   |     | 6   |     | 7   | 10  |     |     | 47    |
| 6       | Жељко Самарџић                               | "Душа"                    | 9  | 7   | 6   |     | 9   | 8   | 4   | 5   | 4   |     | 1   | 44    |
| 1       | Вики Миљковић                                | "Фластер на уста"         | 10 | 5   | 10  | 5   | 10  | 4   | 7   | 9   | 7   | 8   | 8   | 73    |
| 12      | Маја Беровић                                 | "Алкохол"                 | 11 |     | 1   | 2   | 8   | 1   | 5   |     | 2   | 1   | 4   | 24    |
| 4       | Тропико бенд                                 | "Пусти ритам"             | 12 |     | 2   | 6   |     | 7   | 6   | 8   | 9   | 6   | 2   | 46    |
| 8       | Гога Секулић                                 | "Рекорд сам оборила"      | 13 | 1   |     | 4   | 5   |     | 8   |     |     | 10  | 10  | 38    |
| 7       | Милан Станковић                              | "Луда жено"               | 14 |     |     |     |     | 5   | 9   | 6   | 3   | 9   | 7   | 39    |
| 13      | Анабела Атијас                               | "Музеј промашених љубави" | 15 |     |     | 3   |     |     |     | 2   |     | 7   | 5   | 17    |
| Н/Д     | Ледени квас бенд                             | "Квас, квас, baby"        | 16 | Н/Д | Н/Д | Н/Д | Н/Д | Н/Д | Н/Д | Н/Д | Н/Д | Н/Д | Н/Д | Н/Д   |

## Гласање за награду учесника
| Извођач          | 1. круг          | 2. круг*        |
| ---------------- | ---------------- | --------------- |
| Дадо Полумента   | Шако Полумента   | Марина Висковић |
| Шако Полумента   | Вики Миљковић    | /               |
| Лексингтон бенд  | Џенан Лончаревић | Жељко Самарџић  |
| In Vivo          | Марина Висковић  | Марина Висковић |
| Џенан Лончаревић | Лексингтон бенд  | Марина Висковић |
| Марина Висковић  | Гога Секулић     | Жељко Самарџић  |
| Жељко Шашић      | Тропико бенд     | Марина Висковић |
| Адил             | Жељко Самарџић   | Марина Висковић |
| Жељко Самарџић   | Тропико бенд     | Тропико бенд    |
| Вики Миљковић    | Дадо Полумента   | Марина Висковић |
| Маја Беровић     | Милан Станковић  | Марина Висковић |
| Тропико бенд     | Жељко Самарџић   | Жељко Самарџић  |
| Гога Секулић     | Марина Висковић  | Марина Висковић |
| Милан Станковић  | Маја Беровић     | Жељко Самарџић  |
| Анабела Атијас   | Жељко Шашић      | Тропико бенд    |

*На крају првог круга гласања учесника, Тропико бенд, Жељко Самарџић и Марина Висковић су имали исти број гласова па је због тога организован други круг гласања у ком су такмичари гласали само за њих троје.

## Награде
| Специјалне годишње награде за дугогодишњу сарадњу са ТВ Пинк и Сити Рекордсом |                                                         |
| Златни диск                                                                   | Милиграм (за најпродаванији албум)                      |
| Златни диск                                                                   | Јелена Розга                                            |
| Златни диск                                                                   | Драгана Мирковић (за 30 година успешне каријере)        |
| Златни грамофон                                                               | Жељко Самарџић                                          |
| Златни грамофон                                                               | Жељко Јоксимовић                                        |
| Златни грамофон                                                               | Аца Лукас                                               |
| Златни грамофон                                                               | Цеца (за најпродаванији албум и најбољи концерт године) |

| Награде Pink music fest-a |                  |
| Награда жирија            | Вики Миљковић    |
| Награда спонзора          | Џенан Лончаревић |
| Награда спонзора          | Адил             |
| Награда спонзора          | Лексингтон бенд  |
| Јутјуб награда            | Милан Станковић  |
| Награда учесника          | Марина Висковић  |
| Награда публике           | Милан Станковић  |